# Наумово (Клепиковский район)
Наумово — деревня в Клепиковском районе Рязанской области. Входит в состав Ненашкинского сельского поселения.

## География
Находится в северной части Рязанской области на расстоянии приблизительно 3 км на север-северо-восток по прямой от районного центра города Спас-Клепики.

## История
На карте 1850 года показана как поселение с 32 дворами. В 1859 году здесь (тогда деревня Рязанского уезда Рязанской губернии) было учтено 27 дворов, в 1897 — 46.

## Население
Численность населения: 179 человек (1859 год), 343 (1897), 13 в 2002 году (русские 100 %), 8 в 2010.